# Tokiwa (Fukushima)
Tokiwa (常葉町  Tokiwa-machi?) fue una población ubicada en el distrito de Tamura de la prefectura de Fukushima, en  Japón.
El 1 de marzo de 2005, Tokiwa se fusionó junto a las poblaciones de Funehiki, Ōgoe, Takine y Miyakoji (todas del distrito de Tamura), para crear la ciudad de Tamura.
En 2003, Tokiwa tenía una población estimada de 6370 personas y una densidad de 75,46 personas por km². La superficie total era de 84,41 km².